# TT159
La tombe thébaine TT 159 est située à Dra Abou el-Naga, dans la nécropole thébaine, sur la rive ouest du Nil, face à Louxor en Égypte.
C'est la sépulture de Ray (Rˁ.j), quatrième prêtre d'Amon, datant de la XIXe dynastie.